# Euphilomedes asper
Euphilomedes asper är en kräftdjursart som först beskrevs av Mueller 1894.  Euphilomedes asper ingår i släktet Euphilomedes och familjen Philomedidae. Inga underarter finns listade i Catalogue of Life.